# Iwan Iliew (zapaśnik)
Iwan Iwanow Iliew (bg. Иван Иванов Илиев; ur. 28 grudnia 1946 w Batinie, zm. w 2000) – bułgarski zapaśnik walczący w stylu wolnym. Olimpijczyk z Monachium 1972, gdzie odpadł w eliminacjach w kategorii do 82 kg.
Zajął piąte miejsce na mistrzostwach świata w 1970. Srebrny medalista mistrzostw Europy w 1970 i 1972 roku.